# La ferme aux crocodiles
 (janvier 2024).
Cet article possède des paronymes, voir Ferme de crocodiles et La Ferme du crocodile.
La ferme aux crocodiles est un parc zoologique français principalement consacré aux crocodiliens, situé à Pierrelatte, dans la Drôme. Créée en 1994 par Luc et Eric Fougeirol. Elle est constituée d'une serre tropicale de 8 000 m2 et d'un parcours extérieur de 4 000 m2, où l'on peut observer douze des vingt-trois espèces de crocodiliens recensées[source secondaire souhaitée] dans le monde mais également divers squamates, oiseaux et poissons tropicaux. Elle accueille quatre espèces autochtones de France : le caïman à lunettes et l'Anaconda vert, présents en Guyane, ainsi que la cistude d'Europe et le héron garde-bœufs, présents en France métropolitaine[source secondaire souhaitée].

## Historique
En juillet 1991, 335 crocodiles du Nil ont été importés d'une ferme d'élevage d'Afrique du Sud. L'objectif initial des deux horticulteurs locaux, Luc et Eric Fougeirol, est la production de viande et de peau de crocodile. Toutefois, une dizaine d’années sont nécessaires avant de penser pouvoir obtenir les premières bandes d’individus destinées à l’abattage. Une ouverture au public est alors envisagée, visant une montée en puissance de 40 000 visiteurs la première  année, à 80 000 a troisième année.  
Inaugurée en juillet 1994, ce site permet de faire évoluer les espèces dans un climat tropical au sein d'une serre, chauffée grâce à l'eau chaude issue du circuit de refroidissement des compresseurs de l'usine d'enrichissement Eurodif,, sur le site nucléaire du Tricastin.
Le succès est plus rapide que prévu, avec 85 000 visiteurs lors des six premiers mois. Devant le succès, le projet de production de viande est abandonné. 
La superficie de la serre est portée de 6 500 à 8 000 m2 en 2006.
En 2007, les fondateurs revendent la ferme au groupe Montparnasse 56, qui nomme comme directeur technique Samuel Martin, déjà impliqué en tant que vétérinaire dans la ferme depuis ses débuts. En 2012, Eurodif change son modèle d'enrichissement de l'uranium, et ne propose plus d'eau chaude à bas coût. Une centrale de cogénération par biomasse est alors construite par le gestionnaire du réseau de chaleur local, ce qui entraine une multiplication par cinq de la facture d'énergie. 

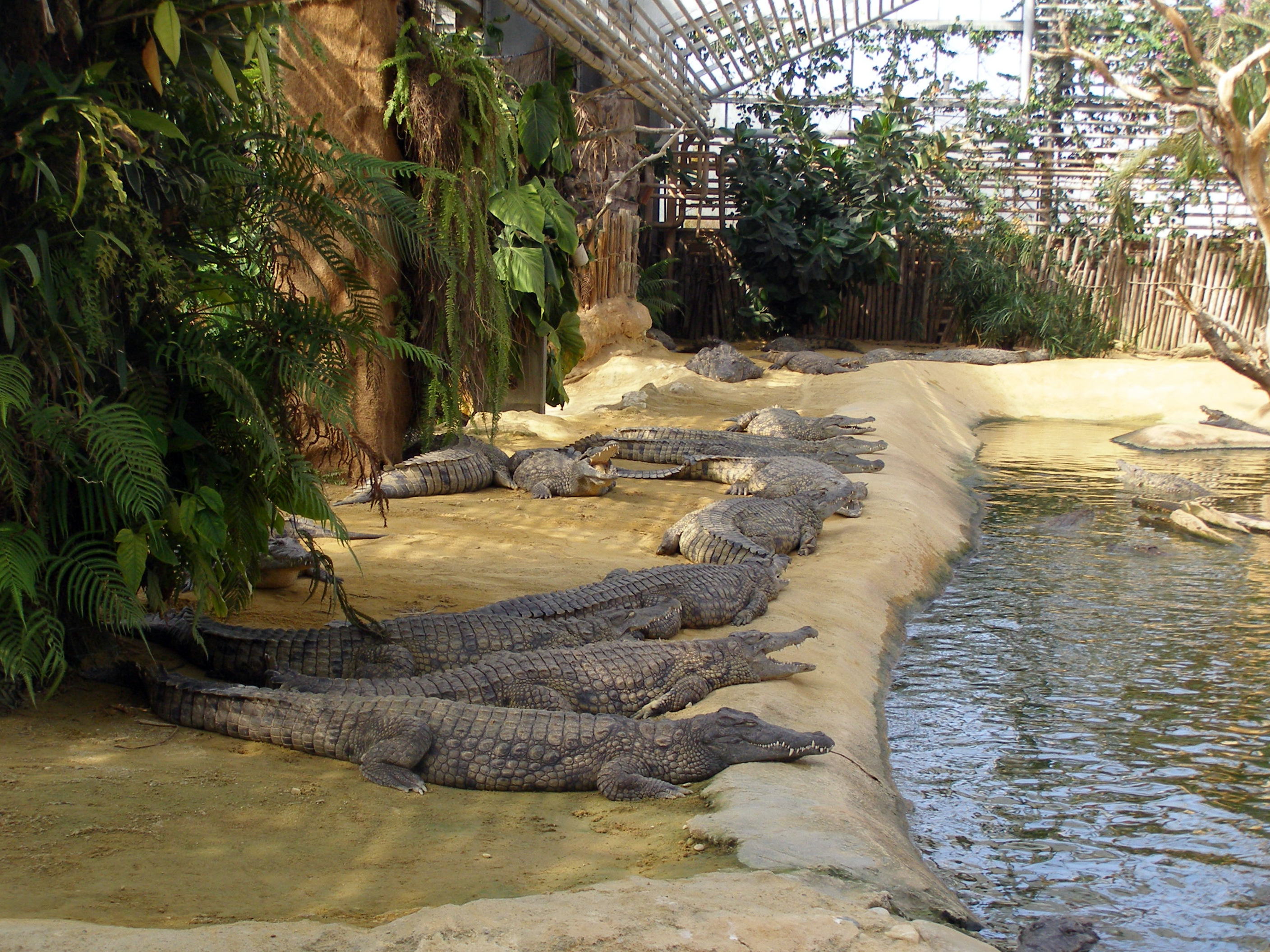
Crocodiles du Nil
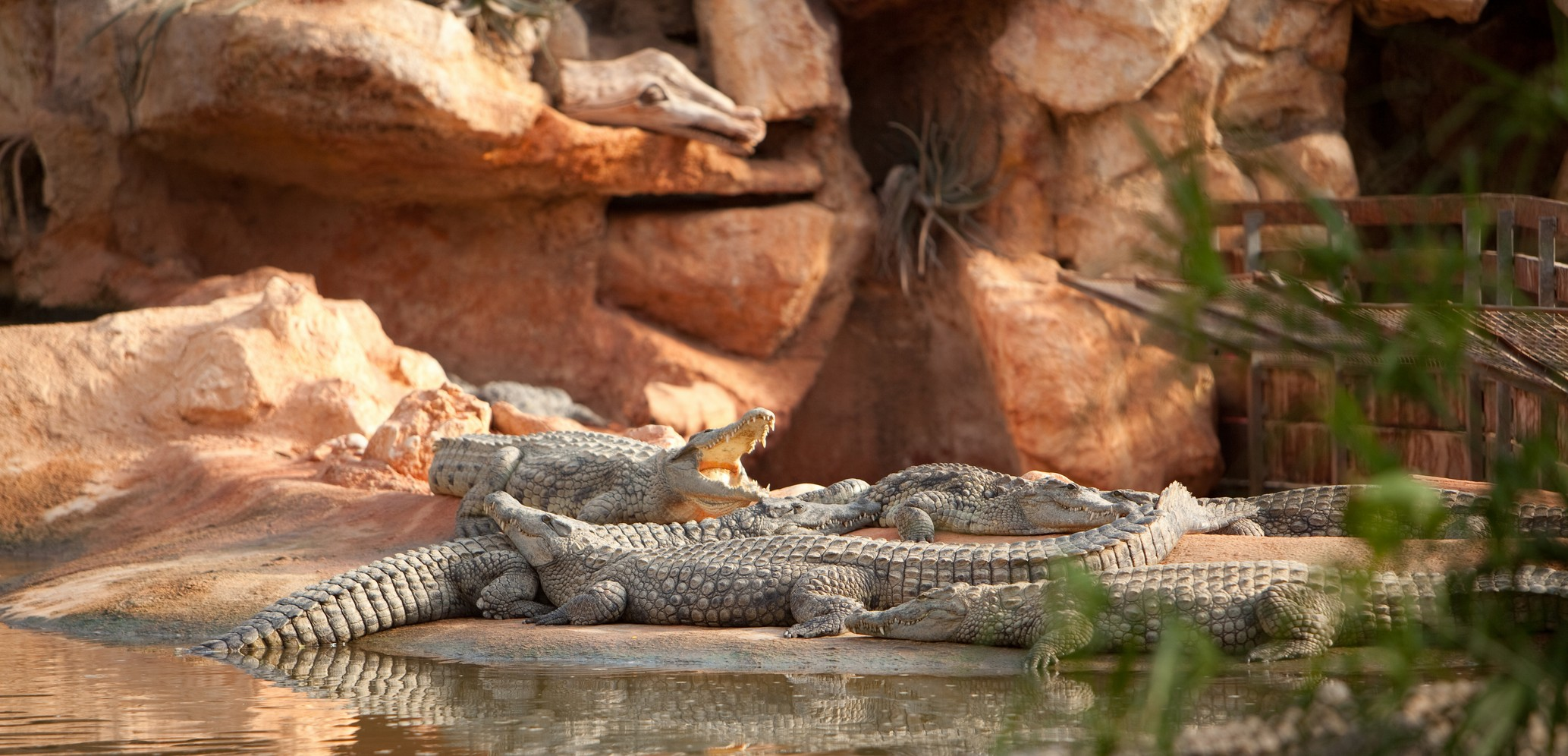
Crocodiles
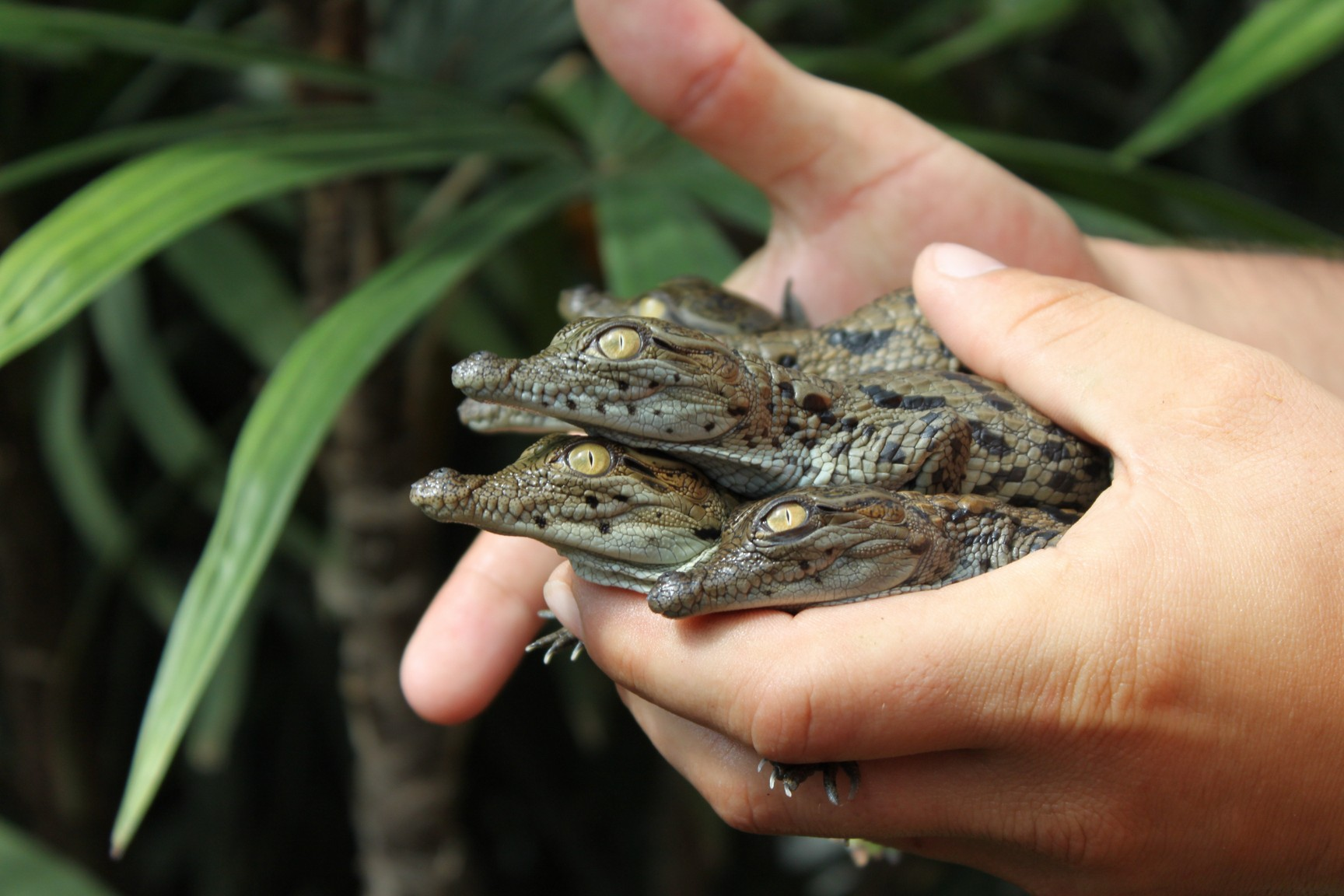
Bébés crocodiles
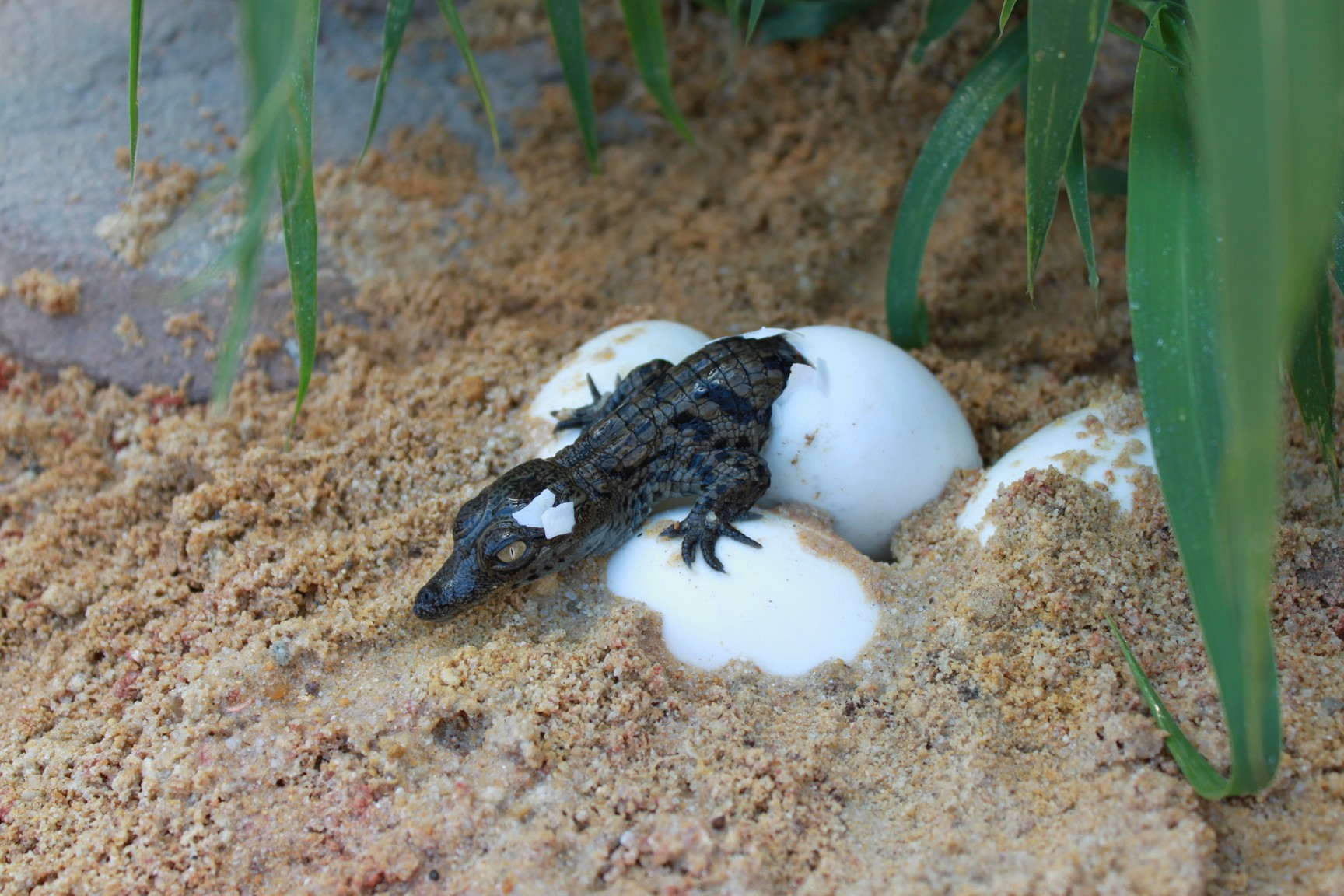
Éclosion crocodile du Nil bébé
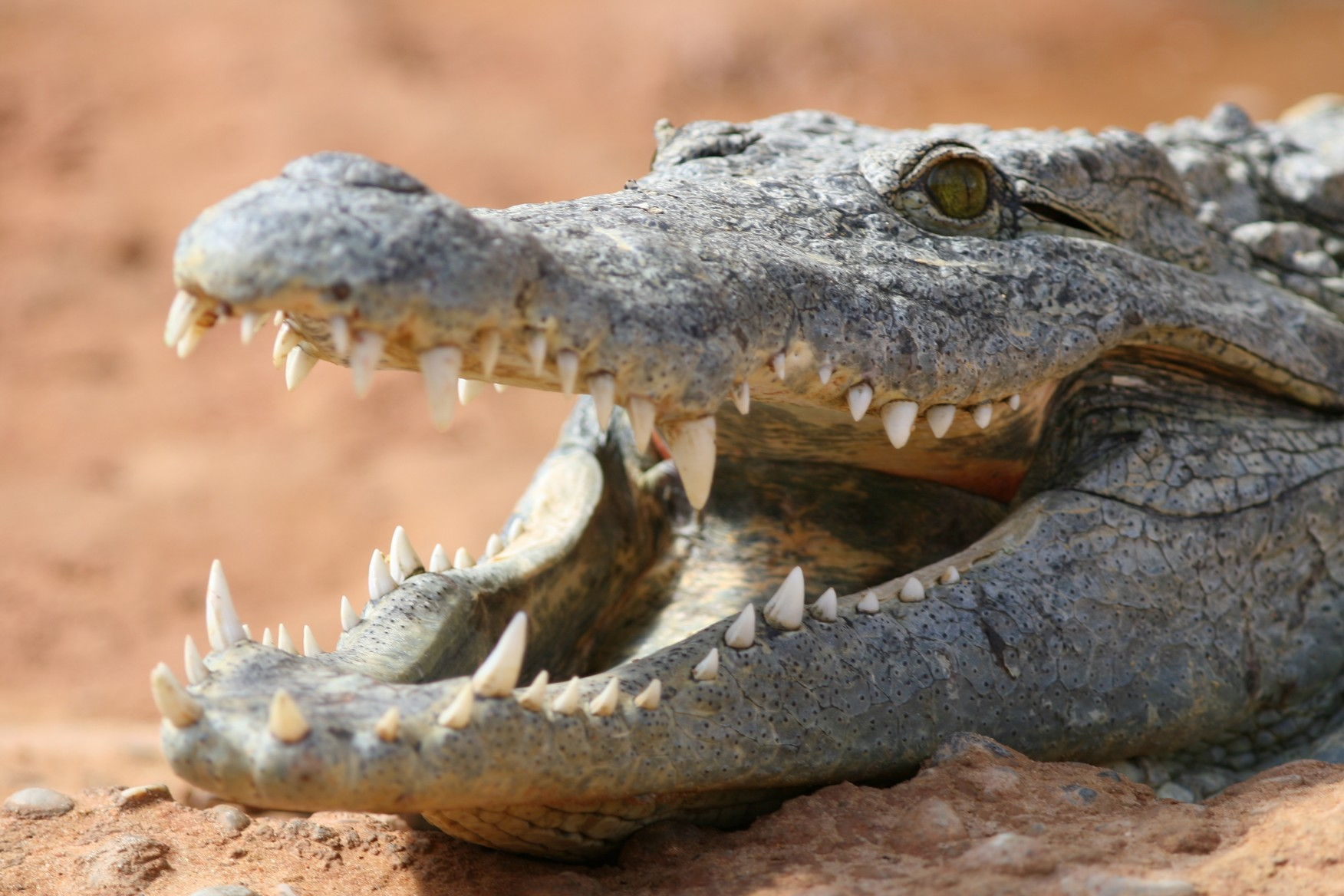
Crocodile du Nil
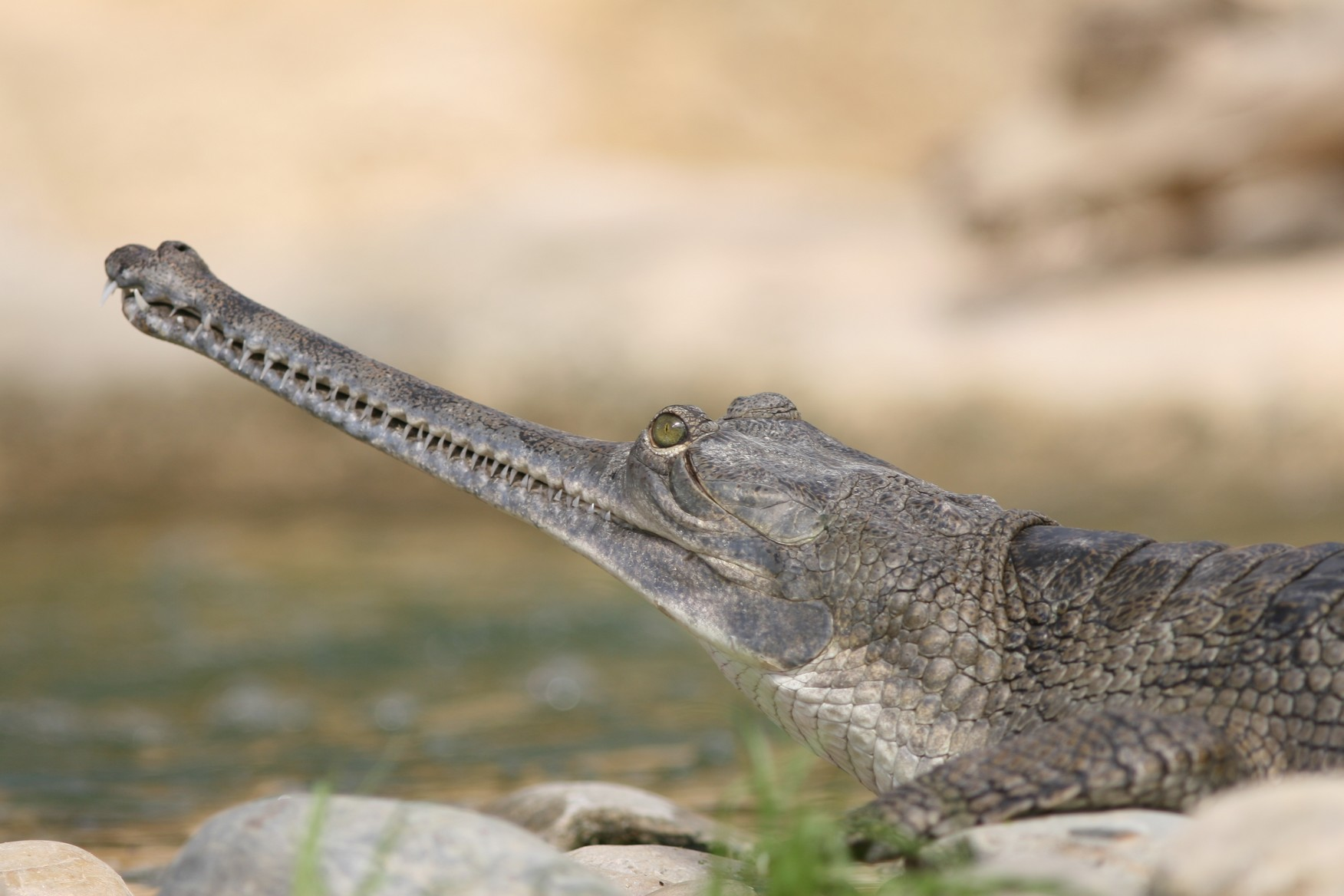
Gavial
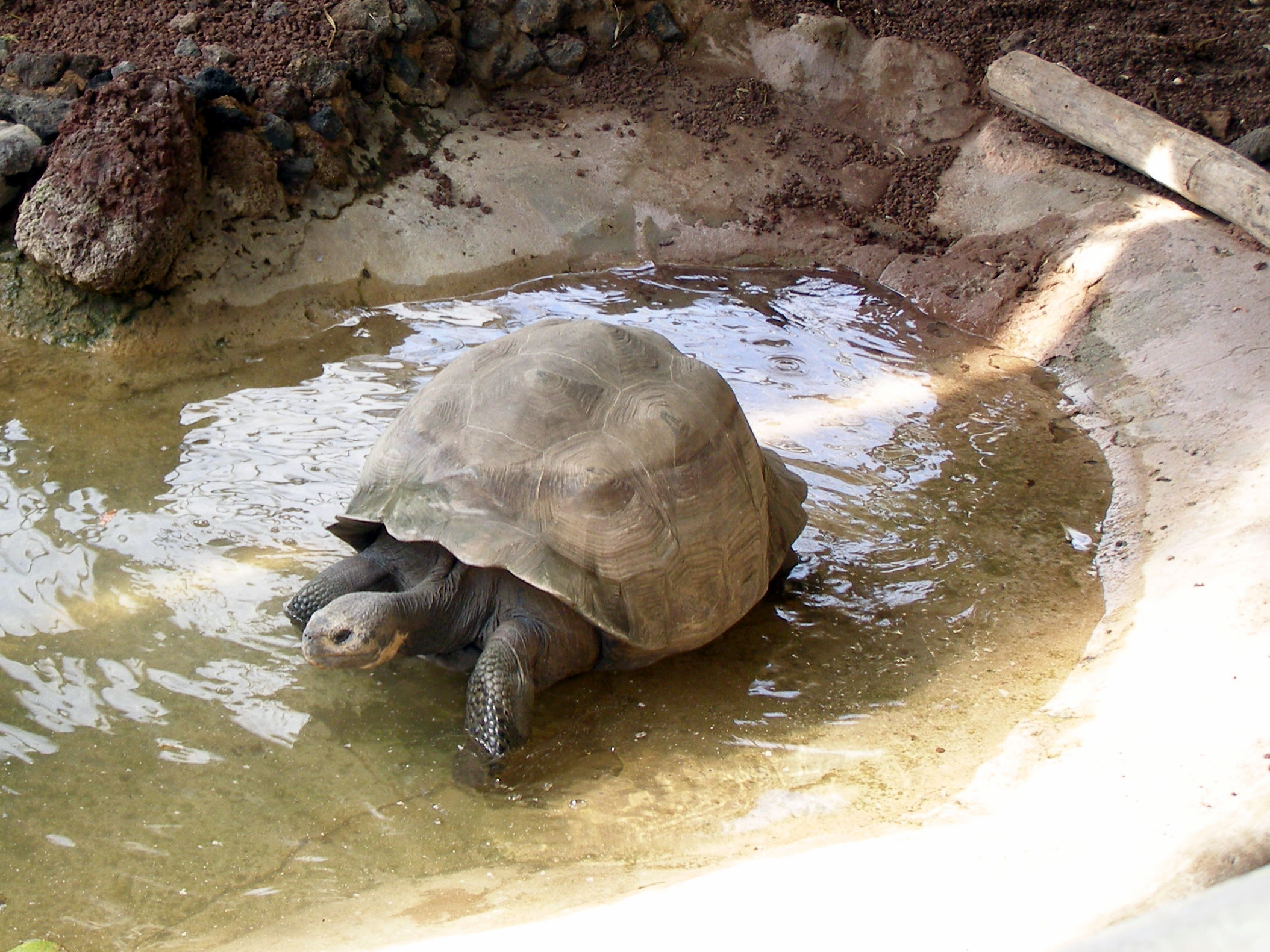
Tortue géante des Galapagos
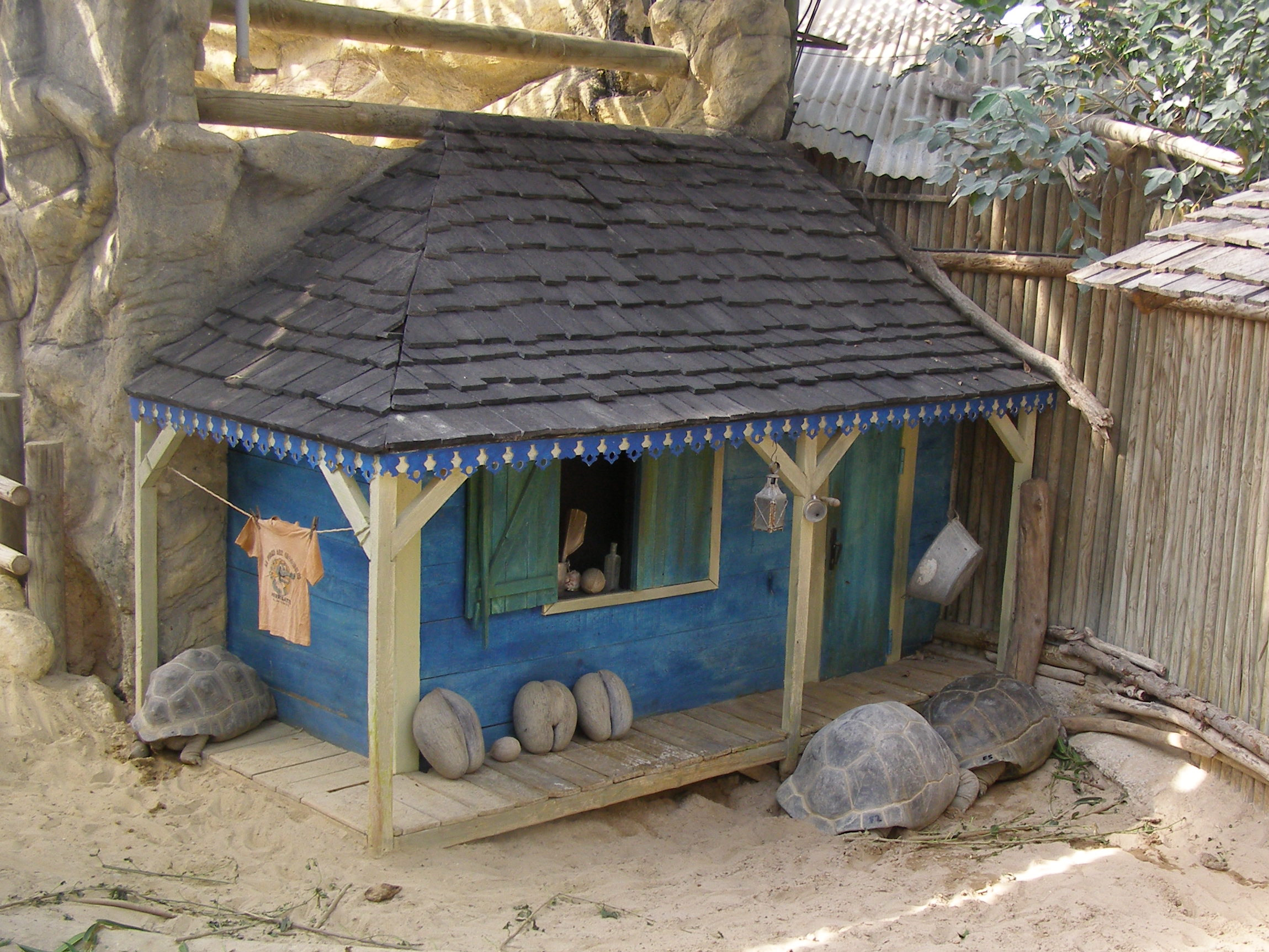
Tortues géantes des Seychelles
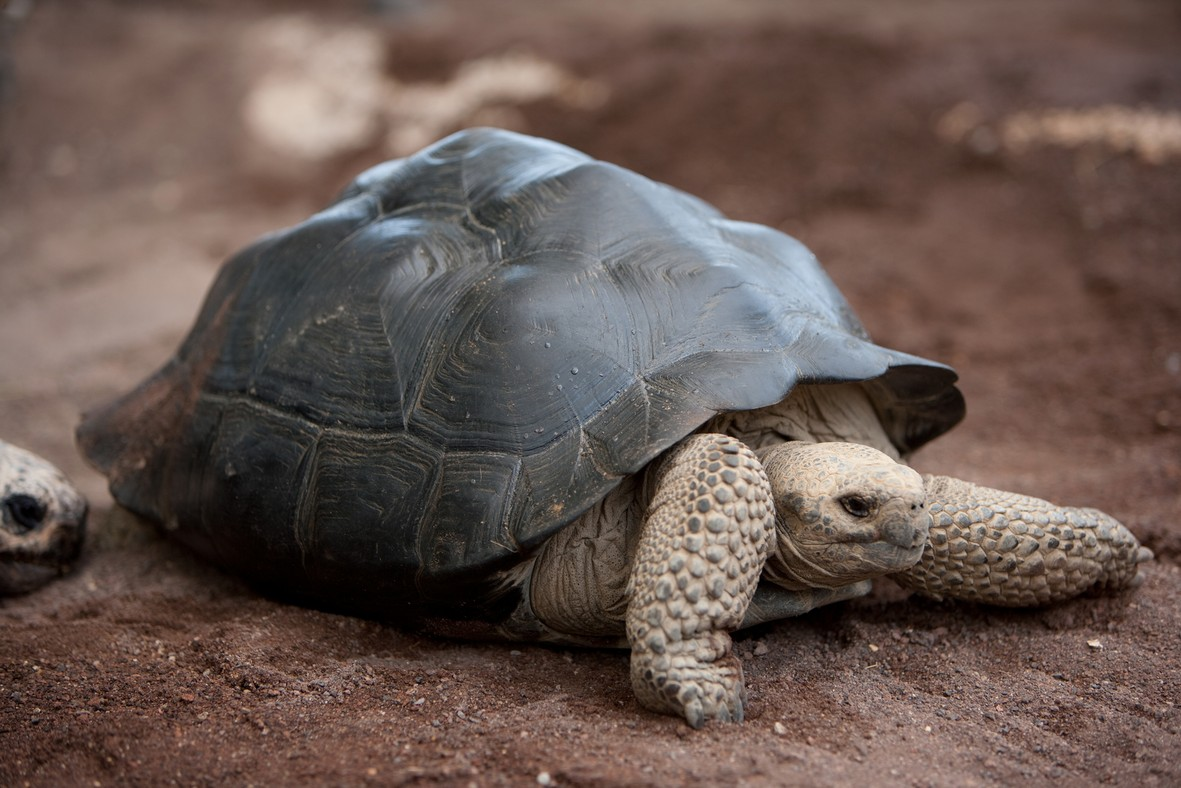
Tortue géante des Galapagos

## Fréquentation
La ferme accueille environ 300 000 visiteurs par an, et constitue le premier site touristique de la Drôme.. Parmi les attractions favorites figurent le nourrissage mensuel des crocodiles et la nurserie. 